# Farine de pomme de terre

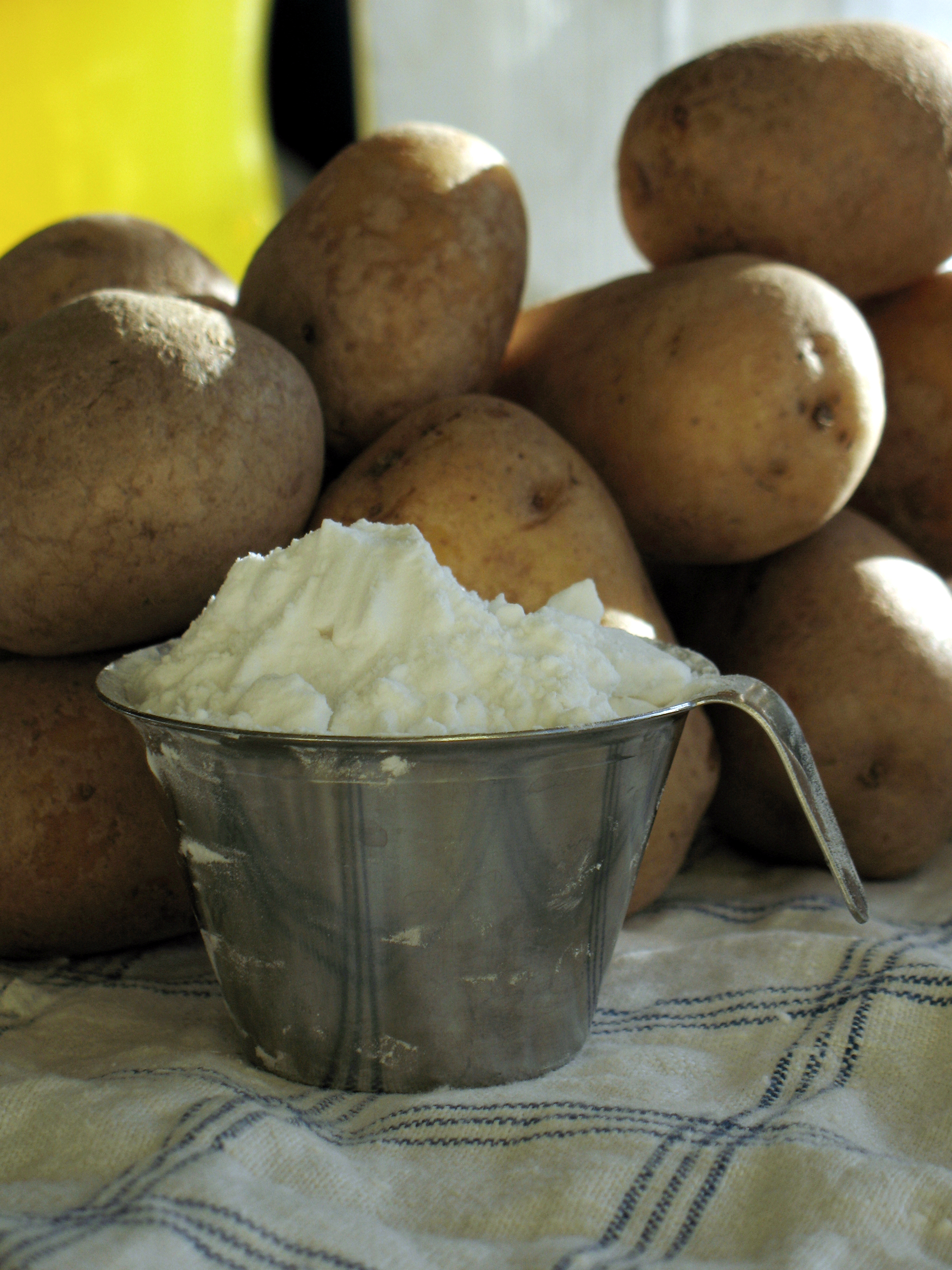
farine de pomme de terre

La farine de pomme de terre est une farine obtenue à partir de tubercules entiers de pomme de terre. Cette farine est majoritairement utilisée dans les aliments sans gluten, la pomme de terre ne contenant pas cette substance responsable d'allergies alimentaires. La composition de la farine de pomme de terre est proche de celle de la pomme de terre entière. Riche en glucides (75 à 80 % de la matière sèche, amidon majoritairement), elle contient des protéines, des minéraux -en particulier du potassium et du calcium- et des vitamines dont la vitamine C. La présence de ces substances lui donne un goût caractéristique de pomme de terre. 
La farine de pomme de terre est produite par broyage de flocons obtenus à partir de tubercules de pommes de terre préalablement épluchés, cuits et déshydratés jusqu'à un taux d'humidité de l'ordre de 8 %.
Elle diffère de la fécule de pomme de terre. Cette dernière résulte, en effet, de l'extraction de l'amidon, ou fécule, de pommes de terre crues par des procédés physiques, et contient jusqu'à 99 % d'amidon (par rapport à la matière sèche).
Au Japon, dans l'île de Hokkaidō, la farine de pomme de terre est utilisée pour préparer une variété de dango, sorte de boulettes cuites avec du shoyu (sauce soja), habituellement préparées avec de la farine de riz.
Au Pérou, en 2008, les autorités ont décidé d'incorporer un  tiers de farine de pomme de terre dans la farine destinée à la fabrication du pain. Ce pain, appelé papapán (pain de pomme de terre), produit par une entreprise publique, a été distribué dans les casernes, les prisons et les écoles. Le gouvernement a fait la promotion de ce produit pour limiter les importations de farine de blé, dont les prix avaient flambé du fait de la crise alimentaire mondiale de 2007-2008.